# Chavenon
Chavenon és un municipi francès, situat al departament de l'Alier i a la regió d'Alvèrnia-Roine-Alps. L'any 2007 tenia 142 habitants.

## Demografia

### Població
El 2007 la població de fet de Chavenon era de 142 persones. Hi havia 60 famílies de les quals 16 eren unipersonals (12 homes vivint sols i 4 dones vivint soles), 20 parelles sense fills, 20 parelles amb fills i 4 famílies monoparentals amb fills.
La població ha evolucionat segons el següent gràfic:
Habitants censats

### Habitatges
El 2007 hi havia 95 habitatges, 56 eren l'habitatge principal de la família, 27 eren segones residències i 12 estaven desocupats. 90 eren cases i 4 eren apartaments. Dels 56 habitatges principals, 40 estaven ocupats pels seus propietaris, 12 estaven llogats i ocupats pels llogaters i 5 estaven cedits a títol gratuït; 2 tenien dues cambres, 4 en tenien tres, 23 en tenien quatre i 28 en tenien cinc o més. 47 habitatges disposaven pel capbaix d'una plaça de pàrquing. A 28 habitatges hi havia un automòbil i a 28 n'hi havia dos o més.

### Piràmide de població
La piràmide de població per edats i sexe el 2009 era:
| Homes | Edats   | Dones |
| ----- | ------- | ----- |
| 0     | 95 o +  | 0     |
| 0     | 90 a 94 | 0     |
| 0     | 85 a 89 | 0     |
| 0     | 80 a 84 | 4     |
| 4     | 75 a 79 | 0     |
| 12    | 70 a 74 | 8     |
| 0     | 65 a 69 | 4     |
| 4     | 60 a 64 | 0     |
| 4     | 55 a 59 | 4     |
| 4     | 50 a 54 | 0     |
| 0     | 45 a 49 | 4     |
| 8     | 40 a 44 | 12    |
| 4     | 35 a 39 | 4     |
| 8     | 30 a 34 | 8     |
| 4     | 25 a 29 | 0     |
| 4     | 20 a 24 | 12    |
| 8     | 15 a 19 | 16    |
| 4     | 10 a 14 | 16    |
| 12    | 5 a 9   | 4     |
| 8     | 0 a 4   | 0     |

## Economia
El 2007 la població en edat de treballar era de 97 persones, 77 eren actives i 20 eren inactives. De les 77 persones actives 72 estaven ocupades (44 homes i 28 dones) i 5 estaven aturades (2 homes i 3 dones). De les 20 persones inactives 4 estaven jubilades, 4 estaven estudiant i 12 estaven classificades com a «altres inactius».

### Ingressos
El 2009 a Chavenon hi havia 60 unitats fiscals que integraven 149 persones, la mediana anual d'ingressos fiscals per persona era de 15.200 €.

### Activitats econòmiques
Dels 8 establiments que hi havia el 2007, 1 era d'una empresa extractiva, 4 d'empreses de comerç i reparació d'automòbils, 1 d'una empresa immobiliària i 2 d'empreses de serveis.
L'any 2000 a Chavenon hi havia 20 explotacions agrícoles que ocupaven un total de 1.904 hectàrees.

## Equipaments sanitaris i escolars
El 2009 hi havia una escola maternal integrada dins d'un grup escolar amb les comunes properes formant una escola dispersa.

## Poblacions més properes
El següent diagrama mostra les poblacions més properes.